# 迦邇米雷王

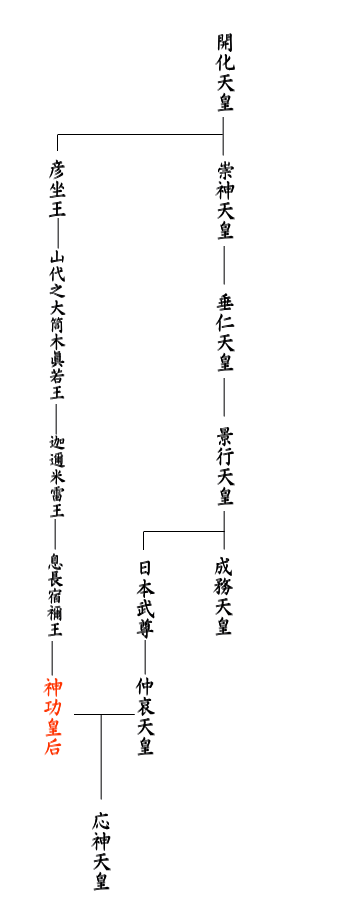
迦邇米雷王関係系図

迦邇米雷王（かにめいかずちのみこ、生没年不詳）は、『古事記』に伝える古墳時代の皇族（王族）。稚筒城王（『帝王系図』）・若角城命とも。『古事記』によれば、父は山代之大筒木真若王で、母は伊理泥王の女の丹波能阿治佐波毘売（たにわのあじさわびめ）。また、彦坐王の孫、すなわち開化天皇の曾孫に当たる。母方の祖父の伊理泥王は山代之大筒木真若王の同母弟ゆえ、父と母は伯父・姪の続柄になる。
迦邇米雷王は丹波之遠津臣の女の高材比売（たかきひめ）を妃とし、息長宿禰王（気長宿禰王）を儲けた。息長宿禰王は神功皇后の父である他、2人の王子は近淡海国造・吉備品治国造・但遅麻国造の祖と伝えられる。なお、迦邇米雷王は京都府京田辺市・朱智神社の主祭神で、子孫は朱智姓を名乗ったという。